# イゾラ (スロベニア)
イゾラ（スロベニア語: Izola スロベニア語発音: [ˈiːzɔla]、イタリア語: Isola または Isola d'Istria）は、スロベニア南西にある市。アドリア海沿い、イストリア半島にある。
イゾラの始まりはアドリア海北部の島の町で、その町はハリアエトゥム港を建設したローマ人によって、現在の市の南西に建設された。
中世のイゾラはヴェネツィア共和国に支配されていた。
16世紀に、ライバルのトリエステがこの地方の主要な港になり、追い討ちをかけるように疫病もはやり、イゾラの町は廃れていった。
19世紀前半のフランス統治下では城壁が取り壊され、城壁の廃材がイゾラと対岸の島とを隔てる海峡を埋めるために使われた。
プリモルスカ大学のキャンパスがある。